# Liste der Naturdenkmäler in Kurtatsch
Die Liste der Naturdenkmäler in Kurtatsch (italienisch Cortaccia) enthält die 22 als Naturdenkmal ausgewiesenen Objekte auf dem Gebiet der Gemeinde Kurtatsch in Südtirol.
Basis ist das im Internet einsehbare offizielle Verzeichnis der Naturdenkmäler in Südtirol (Stand: 23. Januar 2015). Dabei kann es sich um botanische, geologische oder hydrologische Naturdenkmäler handeln. Die Reihenfolge in dieser Liste orientiert sich an der ID, alternativ ist sie auch nach dem Namen sortierbar.

## Liste
| Foto |                 | Name                                         | Standort                                                            | Beschreibung                                         |
| ---- | --------------- | -------------------------------------------- | ------------------------------------------------------------------- | ---------------------------------------------------- |
| BW   | Datei hochladen | 1 Mammutbaum bei Fennhals ID: 037_G01        | 46° 17′ 50″ N, 11° 11′ 23″ O                                        | Botanisches Naturdenkmal: Mammutbaum                 |
| BW   | Datei hochladen | 1 Mammutbaum bei Fennhals ID: 037_G02        | 46° 17′ 53″ N, 11° 11′ 22″ O                                        | Botanisches Naturdenkmal: Mammutbaum                 |
| BW   | Datei hochladen | 3 Mammutbäume bei Fennhals ID: 037_G03       | 46° 17′ 51″ N, 11° 11′ 20″ O                                        | Botanisches Naturdenkmal: Mammutbaum                 |
| BW   | Datei hochladen | 1 Mammutbaum bei Fennhals ID: 037_G04        | 46° 17′ 48″ N, 11° 11′ 19″ O                                        | Botanisches Naturdenkmal: Mammutbaum                 |
| ja   | Datei hochladen | 5 Mammutbäume bei Fennhals ID: 037_G05       | 46° 17′ 39″ N, 11° 11′ 5″ O Straße Fennhals - Unterfenn             | Botanisches Naturdenkmal: Mammutbaum                 |
| ja   | Datei hochladen | drei Linden bei Fennhals ID: 037_G06         | 46° 17′ 53″ N, 11° 11′ 18″ O direkt beim Zugang zum Ansitz Fennhals | Botanisches Naturdenkmal: Linde                      |
| BW   | Datei hochladen | Lärche beim Nockenhof ID: 037_G07            | 46° 17′ 20″ N, 11° 10′ 25″ O                                        | Botanisches Naturdenkmal: Lärche                     |
| BW   | Datei hochladen | Kaltes Loch bei der Wies ID: 037_G08         | 46° 18′ 1″ N, 11° 11′ 41″ O                                         | Geologisches Naturdenkmal: Eisloch                   |
| BW   | Datei hochladen | Kalter Keller beim Sulzhof ID: 037_G09       | 46° 17′ 42″ N, 11° 12′ 3″ O                                         | Geologisches Naturdenkmal: Eisloch                   |
| BW   | Datei hochladen | Finstre Kuchl (Höhle) - Königegg ID: 037_G10 | 46° 18′ 48″ N, 11° 11′ 18″ O                                        | Geologisches Naturdenkmal: Höhle                     |
| BW   | Datei hochladen | Kreidlöcher (Höhlen) ID: 037_G11             | 46° 19′ 0″ N, 11° 12′ 2″ O                                          | Geologisches Naturdenkmal: Geomorphologisches Objekt |
| BW   | Datei hochladen | Abfluss des Oberfenner Moores ID: 037_G12    | 46° 16′ 36″ N, 11° 10′ 27″ O                                        | Hydrologisches Naturdenkmal: Karstbildung            |
| ja   | Datei hochladen | Kalksinterquelle ID: 037_G13                 | 46° 19′ 1″ N, 11° 13′ 42″ O                                         | Hydrologisches Naturdenkmal: Kalktuff                |
| BW   | Datei hochladen | Gamskuchl-Höhle ID: 037_G14                  | 46° 16′ 34″ N, 11° 9′ 19″ O                                         | Geologisches Naturdenkmal: Höhle                     |
| BW   | Datei hochladen | drei Zürgelbäume ID: 037_G15                 | 46° 18′ 31″ N, 11° 13′ 6″ O                                         | Botanisches Naturdenkmal: Zürgelbaum                 |
|      | Datei hochladen | Pyramidenpappeln beim Eberlehof ID: 037_G16  | Koordinaten fehlen! Hilf mit.                                       | Botanisches Naturdenkmal: Pappeln (2015 gefällt)     |
|      | Datei hochladen | Silberpappel am Hausteiler ID: 037_G17       | Koordinaten fehlen! Hilf mit.                                       | Botanisches Naturdenkmal: Pappel                     |
| ja   | Datei hochladen | Pyramidenpappel ID: 037_G18                  | 46° 17′ 51″ N, 11° 13′ 36″ O                                        | Botanisches Naturdenkmal: Pappel                     |
| BW   | Datei hochladen | Rotföhre ID: 037_G19                         | 46° 18′ 45″ N, 11° 12′ 32″ O                                        | Botanisches Naturdenkmal: Föhre                      |
| BW   | Datei hochladen | Eiben-Buchen-Wald Sulzhof ID: 037_G20        | 46° 17′ 41″ N, 11° 12′ 2″ O                                         | Botanisches Naturdenkmal: Eibe                       |
| ja   | Datei hochladen | Millawände - Millabach ID: 037_G21           | 46° 18′ 44″ N, 11° 13′ 36″ O                                        | Geologisches Naturdenkmal: Steilwände mit Bachlauf   |
| BW   | Datei hochladen | Wasserfall Breitbach ID: 037_G22             | 46° 18′ 27″ N, 11° 12′ 53″ O                                        | Hydrologisches Naturdenkmal: Schlucht/Wasserfall     |

| Foto: | Fotografie des Naturdenkmals. Klicken des Fotos erzeugt eine vergrößerte Ansicht. Daneben finden sich zwei Symbole: |
| ID    | Identifikator bei der Abteilung Natur, Landschaft und Raumentwicklung der Südtiroler Landesverwaltung               |